# Халмош, Пол Ричард
Пол Ричард Халмош (англ. Paul Richard Halmos; 3 марта 1916, Будапешт — 2 октября 2006,
Лос-Гатос, округ Санта-Клара, США) — американский математик венгерско-еврейского происхождения.
Известен работами в области теории вероятностей, статистики, теории операторов, эргодической теории, функциональном анализе (в частности, гильбертовых пространств) и математической логики. Также известен как блестящий методист и преподаватель.

## Биография
Родился в 1916 году в Будапеште, в 1925 переехал с семьёй в США.
Поступил в Иллинойсский университет в Урбане-Шампейне.
За время обучения перешёл с химической инженерии к философии, а после к математике.
Свою первую книгу «Конечномерные векторные пространства» Халмош написал в 1942 году.
В это время он работал ассистентом у Джона фон Неймана в Принстонском университете, и основой для книги послужили лекции фон Неймана.
В 1945 году он женился на Вирджинии Темплтон Притчетт.
В это время Халмош преподавал в Сиракузском университете, участвуя в программе подготовки военнослужащих.
В 1946 году стал доцентом в Чикагском университете.
В 1961 году Халмош перешёл в Мичиганский университет.
В 1968—69 годах возглавлял математический факультет Гавайского университета.
В 1969 году стал профессором в Индианском университете.
С 1985 года работал в Университете Санта-Клары.

## Книги
- 1942. Finite-Dimensional Vector Spaces. Springer-Verlag.[4]
  - Халмош П., Конечномерные векторные пространства. Перевод с английского Д. Ф. Борисовой и Д. А. Райкова. — Москва: Государственное издательство физико-математической литературы, 1963.

- 1950. [Measure Theory. Springer Verlag.[5]
  - Халмош П., Теория меры. Перевод с английского Д. А. Василькова; под редакцией С. В. Фомина. — Москва: Издательство иностранной литературы, 1953; Москва: Издательство «Факториал Пресс», 2003. — Серия «XX век. Математика и механика». Выпуск 3.

- 1951. Introduction to Hilbert Space and the Theory of Spectral Multiplicity. Chelsea.[6]
- 1956. Lectures on Ergodic Theory. Chelsea.[7]
  - Халмош П., Лекции по эргодической теории. Перевод с английского и дополнения С. В. Фомина. — Ижевск: Издательский дом «Удмуртский университет», 1999. — Библиотека «R&C Dynamics». Том 12.

- 1960. Naive Set Theory. Springer Verlag.
- 1962. Algebraic Logic. Chelsea.
- 1963. Lectures on Boolean Algebras. Van Nostrand.
- 1967. A Hilbert Space Problem Book. Springer-Verlag.
  - Халмош П., Гильбертово пространство в задачах. Перевод с английского И. Д. Новикова и Т. В. Соколовской; под редакцией Р. А. Минлоса. — Москва: Издательство «Мир», 1970.

- 1973. (with Norman E. Steenrod, Menahem M. Schiffer, and Jean A. Dieudonne). How to Write Mathematics. American Mathematical Society. ISBN 978-0-8218-0055-3
- 1978. (with V. S. Sunder). Bounded Integral Operators on L² Spaces. Springer Verlag ISBN 978-3540088943 [8]
  - Халмош П., Сандер В., Ограниченные интегральные операторы в пространствах L2. Перевод с английского В. Д. Степанова; под редакцией Л. Д. Кудрявцева — Москва: Издательство «Наука» Главная редакция физико-математической литературы, 1985.

- 1985. I Want to Be a Mathematician. Springer-Verlag. ISBN 978-0387960784
- 1987. I Have a Photographic Memory. Mathematical Association of America. ISBN 978-0821819395
- 1991. Problems for Mathematicians, Young and Old, Dolciani Mathematical Expositions, Mathematical Association of America. ISBN 978-0883853207
- 1996. Linear Algebra Problem Book, Dolciani Mathematical Expositions, Mathematical Association of America. ISBN 978-0883853221
- 1998. (with Steven Givant). Logic as Algebra, Dolciani Mathematical Expositions No. 21, Mathematical Association of America.ISBN 978-1470451134 [9]
- 2009. (posthumous, with Steven Givant), Introduction to Boolean Algebras,[10] Springer.